# Латеральное ядро подушки таламуса
Латеральное ядро подушки таламуса, оно же боковое ядро подушки таламуса (лат. nucleus pulvinaris lateralis, англ. lateral pulvinar nucleus) — одно из четырёх традиционно анатомически выделяемых, наряду с нижним, передним, и медиальным (срединным) ядрами, ядер подушки таламуса, или, иначе говоря, одно из четырёх так называемых пульвинарных ядер, или ядер пульвинара.

## Связи с другими областями мозга

### Афферентные связи
- Латеральное ядро подушки таламуса, так же как и её нижнее и медиальное (срединное) ядра, получает входящую информацию от верхних холмиков четверохолмия.[1][2]

### Эфферентные связи
- Латеральное ядро подушки таламуса, так же как и её нижнее ядро, посылает обработанную информацию по афферентным связям в зрительную зону коры больших полушарий головного мозга, с которой имеет реципрокные двусторонние связи, регулирующие активность этого ядра.[1][2]
- Дорсальная часть латерального ядра подушки таламуса, кроме того, проецирует свои исходящие (эфферентные) связи в заднюю париетальную область коры больших полушарий головного мозга, а также в так называемый дорсальный пучок, и получает от этих корковых областей реципрокную обратную связь.[1][2]

## Физиологические функции
- Латеральное ядро подушки таламуса, наряду с её нижним и медиальным (срединным) ядром, по-видимому, играет роль в поддержании саккадических и компенсирующих их антисаккадических движений глаз,[1][2] а также в регуляции зрительного внимания.[3][4]

## Клиническое значение
Повреждение латерального ядра подушки таламуса, так же как и повреждение её нижнего или медиального (срединного) ядер, может приводить к синдромам пренебрежения зрительными сигналами на стороне поражения, а также к нарушениям концентрации зрительного внимания.

## Дополнительные изображения

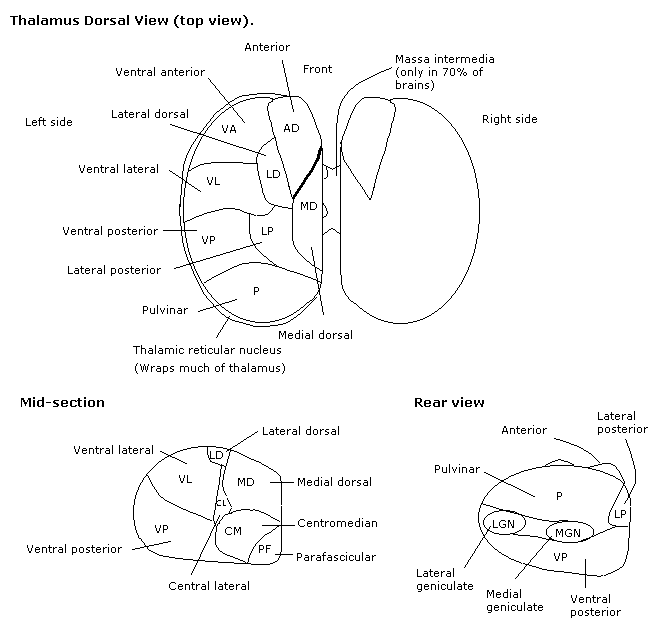
Таламус
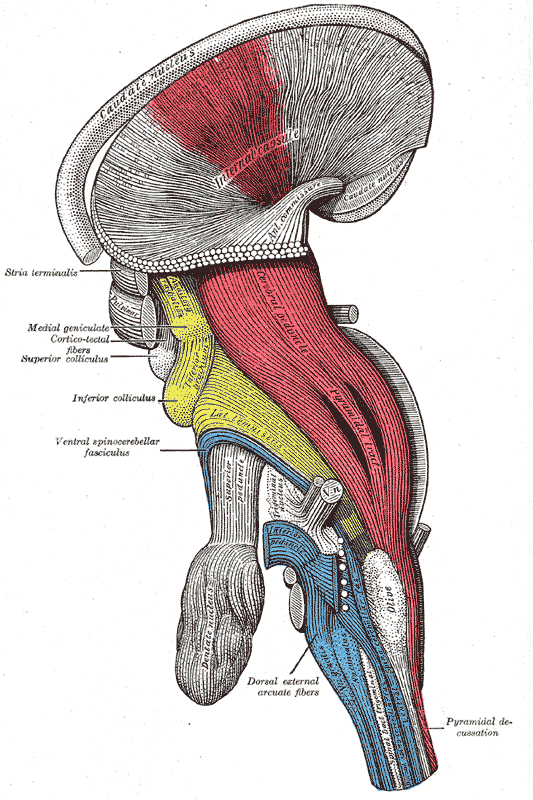
Глубокий разрез ствола головного мозга. Латеральный вид.
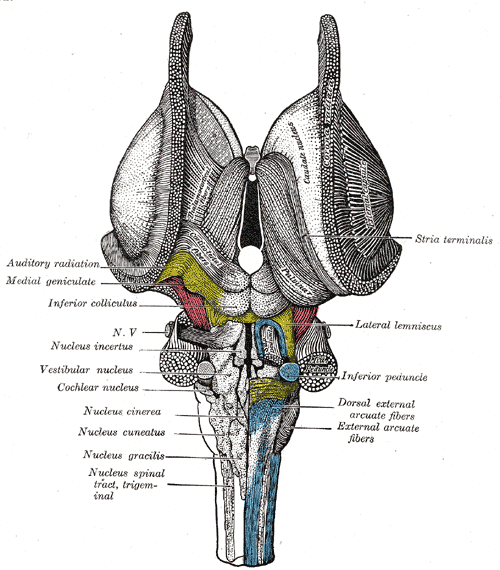
Глубокий разрез ствола головного мозга. Дорсальный вид.
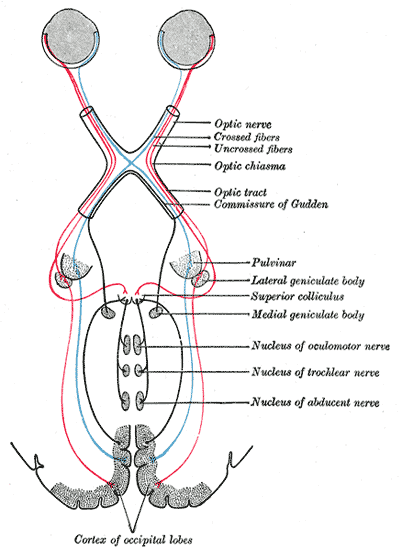
Схема, показывающая центральные соединения зрительных нервов и зрительные тракты.
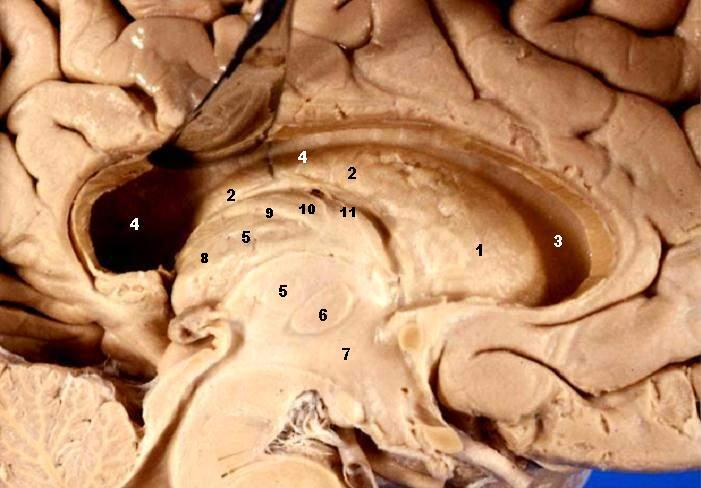
Головной мозг человека в средне-сагиттальном разрезе, вид слева.